# 1883 în literatură
Anul 1883 în literatură a implicat o serie de evenimente și cărți noi semnificative.  

## Cărți noi
- Mary Elizabeth Braddon - Phantom Fortune
- Rhoda Broughton - Belinda
- Wilkie Collins - Heart and Science
- Jonas Lie - Familien paa Gilje (Familia Gilje)
- John Macnie - The Diothas
- George A. Moore  - A Modern Lover
- Guy de Maupassant - Une Vie
- Friedrich Nietzsche - Also sprach Zarathustra
- Howard Pyle - The Merry Adventures of Robin Hood
- Sir Thomas Wemyss Reid - Gladys Fane
- Robert Louis Stevenson - Treasure Island
- Jules Verne - Kéraban Încăpățânatul